# Listă de filme idol: R
Aceasta este o listă de filme idol în ordine alfabetică. Vedeți Listă de filme idol pentru lista principală.
| Film                                                       | An   | Regizor                               | Surse                       |
| ---------------------------------------------------------- | ---- | ------------------------------------- | --------------------------- |
| Rabbit of Seville                                          | 1950 | Chuck Jones                           | [ 1 ]                       |
| Rad                                                        | 1986 | Hal Needham                           | [ 2 ]                       |
| The Raid: Redemption                                       | 2011 | Gareth Evans                          | [ 3 ]                       |
| The Rain People                                            | 1969 | Francis Ford Coppola                  | [ 4 ]                       |
| Raising Arizona                                            | 1987 | The Coen Brothers                     | [ 5 ]                       |
| The Rapture                                                | 1991 | Michael Tolkin                        | [ 6 ]                       |
| Ravenous                                                   | 1999 | Antonia Bird                          | [ 7 ]                       |
| Razorback                                                  | 1984 | Russell Mulcahy                       | [ 8 ]                       |
| Real Genius                                                | 1985 | Martha Coolidge                       | [ 9 ]                       |
| Reality Bites                                              | 1994 | Ben Stiller                           | [ 10 ]                      |
| Re-Animator                                                | 1985 | Stuart Gordon                         | [ 11 ] [ 12 ]               |
| Rembètiko                                                  | 1983 | Costas Ferris                         | [ 13 ]                      |
| REC                                                        | 2007 | Jaume Balagueró and Paco Plaza        | [ 14 ]                      |
| Red Dawn                                                   | 1984 | John Milius                           | [ 15 ]                      |
| Red Hot Riding Hood                                        | 1943 | Tex Avery                             | [ 16 ]                      |
| The Red Shoes                                              | 1948 | Michael Powell and Emeric Pressburger | [ 4 ]                       |
| Reefer Madness                                             | 1936 | Louis J. Gasnier                      | [ 17 ]                      |
| Rejs (The Cruise)                                          | 1970 | Marek Piwowski                        | [ 18 ] [ 19 ] [ 20 ] [ 21 ] |
| Rękopis Znaleziony w Saragossie (The Saragossa Manuscript) | 1965 | Wojciech Has                          | [ 22 ] [ 23 ]               |
| Repo! The Genetic Opera                                    | 2008 | Darren Lynn Bousman                   | [ 24 ]                      |
| Repo Man                                                   | 1984 | Alex Cox                              | [ 25 ] [ 26 ]               |
| Reptilicus                                                 | 1961 | Poul Bang                             | [ 27 ]                      |
| Requiem for a Dream                                        | 2000 | Darren Aronofsky                      | [ 28 ]                      |
| Reservoir Dogs                                             | 1992 | Quentin Tarantino                     | [ 29 ]                      |
| The Return of the Living Dead                              | 1985 | Dan O'Bannon                          | [ 30 ]                      |
| Return of the Secaucus 7                                   | 1980 | John Sayles                           | [ 31 ]                      |
| Return to Oz                                               | 1985 | Walter Murch                          | [ 32 ]                      |
| Revenge of the Nerds                                       | 1984 | Jeff Kanew                            | [ 33 ]                      |
| Revolver                                                   | 2005 | Guy Ritchie                           | [ 34 ]                      |
| Ride the High Country                                      | 1962 | Sam Peckinpah                         | [ 35 ]                      |
| Riki-Oh: The Story of Ricky                                | 1991 | Lam Ngai Kai                          | [ 36 ]                      |
| Ringu (Ring)                                               | 1998 | Hideo Nakata                          | [ 37 ]                      |
| Rio Bravo                                                  | 1959 | Howard Hawks                          | [ 4 ]                       |
| Rita, Sue and Bob Too                                      | 1987 | Alan Clarke                           | [ 38 ] [ 39 ]               |
| The Ritz                                                   | 1976 | Richard Lester                        | [ 40 ]                      |
| River's Edge                                               | 1992 | Tim Hunter                            | [ 41 ]                      |
| Roadgames                                                  | 1981 | Richard Franklin                      | [ 42 ]                      |
| Road House                                                 | 1989 | Rowdy Herrington                      | [ 43 ]                      |
| Robin Hood: Men in Tights                                  | 1993 | Mel Brooks                            | [ 44 ]                      |
| Robinson Crusoe on Mars                                    | 1964 | Byron Haskin                          | [ 25 ]                      |
| RoboCop                                                    | 1987 | Paul Verhoeven                        | [ 45 ]                      |
| Robot Monster                                              | 1953 | Phil Tucker                           | [ 46 ]                      |
| Rock & Rule                                                | 1983 | Clive A. Smith                        | [ 47 ]                      |
| Rock 'n' Roll High School                                  | 1979 | Allan Arkush                          | [ 4 ] [ 48 ] [ 49 ]         |
| Rocker                                                     | 1972 | Klaus Lemke                           | [ 50 ]                      |
| Rockers                                                    | 1978 | Theodoros Bafaloukos                  | [ 51 ]                      |
| The Rocky Horror Picture Show                              | 1975 | Jim Sharman                           | [ 4 ] [ 52 ]                |
| Roger & Me                                                 | 1989 | Michael Moore                         | [ 53 ]                      |
| Le Roi de Coeur (King of Hearts)                           | 1967 | Philippe de Broca                     | [ 4 ]                       |
| Rok Ďábla (Year of the Devil)                              | 2002 | Petr Zelenka                          | [ 54 ]                      |
| Romanzo Criminale                                          | 2005 | Michele Placido                       | [ 55 ]                      |
| Romy and Michele's High School Reunion                     | 1997 | David Mirkin                          | [ 56 ]                      |
| The Room                                                   | 2003 | Tommy Wiseau                          | [ 57 ]                      |
| Rosemary's Baby                                            | 1968 | Roman Polanski                        | [ 58 ]                      |
| Rosencrantz and Guildenstern are Dead                      | 1989 | Tom Stoppard                          | [ 59 ]                      |
| Rounders                                                   | 1998 | John Dahl                             | [ 60 ]                      |
| The Royal Tenenbaums                                       | 2001 | Wes Anderson                          | [ 61 ]                      |
| Ruby Gentry                                                | 1952 | King Vidor                            | [ 62 ]                      |
| Rude Boy                                                   | 1980 | Jack Hazan and David Mingay           | [ 63 ] [ 64 ] [ 65 ]        |
| The Rules of Attraction                                    | 2002 | Roger Avary                           | [ 66 ]                      |
| The Ruling Class                                           | 1972 | Peter Medak                           | [ 25 ]                      |
| Rumble Fish                                                | 1983 | Francis Ford Coppola                  | [ 67 ]                      |
| Runaway Nightmare                                          | 1982 | Mike Cartel                           | [ 68 ] [ 69 ] [ 70 ] [ 71 ] |
| The Running Man                                            | 1987 | Paul Michael Glaser                   | [ 72 ]                      |
| Rushmore                                                   | 1998 | Wes Anderson                          | [ 11 ]                      |
| Russkij Kovcheg (Russian Ark)                              | 2002 | Alexander Sokurov                     | [ 73 ] [ 74 ]               |
| The Rutles: All You Need Is Cash                           | 1978 | Eric Idle, Gary Weis                  | [ 49 ] [ 75 ]               |